# Gymnostachyum gracile
Gymnostachyum gracile är en akantusväxtart som beskrevs av Cornelis Eliza Bertus Bremekamp. Gymnostachyum gracile ingår i släktet Gymnostachyum och familjen akantusväxter. Inga underarter finns listade i Catalogue of Life.